# KROQ
KROQ (K-Rock) is een Engelstalig rock-'n-roll-radiostation in de Verenigde Staten van Amerika in Los Angeles, Californië, van waaruit uitzendingen gedaan worden op 106.7 FM.

## KROQ-dj's
- Kevin and Bean
- Doc on the 'ROQ
- Jed the Fish
- Stryker
- Tami Heide
- Jason Bentley
- Rodney Bingenheimer
- Richard Blade
- Dusty Street